# Tuure Taskinen
Tuure Taskinen (* 2000 oder 2001) ist ein finnischer Schauspieler.
Von 2019 bis 2024 war er in der Fernsehserie Salatut elämät zu sehen. Anschließend spielte er 2021 die Rolle der Ilari Mäkelin in Häräntappoase. Im selben Jahr trat er in dem Kurzfilm Talviturkki auf. Unter anderem bekam Taskinen eine Rolle in der Serie Pohjolan laki.

## Filmografie
Filme
- 2021: Talviturkki

Serien
- 2019–2024: Salatut elämät
- 2021: Häräntappoase
- 2023: Pohjolan laki